# Shotgun (American Football)

Eine klassische Shotgun-Aufstellung

Als Shotgun bezeichnet man beim American Football und Canadian Football eine Aufstellung der Offense, bei der der Quarterback nicht direkt hinter dem Center steht, sondern etwas entfernt. Im Normalfall ist der Abstand 5 bis 7 Yards groß.

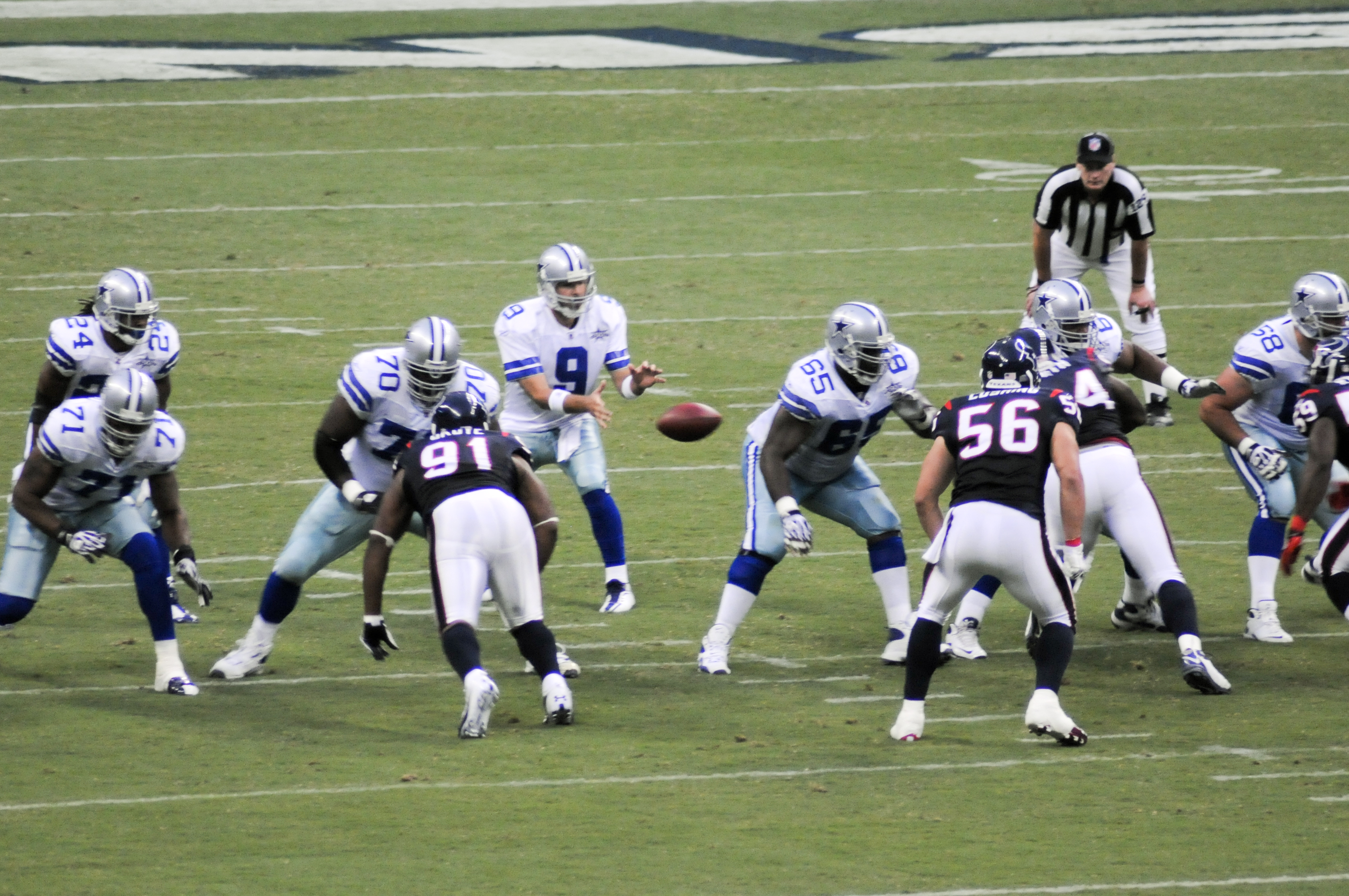
Quarterback Tony Romo empfängt einen Snap in der Shotgun-Formation

Diese Aufstellung wird oft bei Passspielzügen benutzt, bei Laufspielzügen wird meist die I-Formation bevorzugt. Dabei steht der Quarterback direkt hinter dem Center. Dieser gibt den Ball durch einen Snap zum Quarterback, der in der Shotgun-Formation – ebenso wie beim Punten als auch beim Kicken – Long Snap genannt wird. Die Technik ist jedoch eine deutlich andere: Während beim Kicking Game der Long Snap mit beiden Händen und hart ausgeführt wird, ist er in der Shotgun weich und einhändig auszuführen. Während des Snaps darf der Center nicht angegriffen werden. Da der Quarterback direkt weiter hinten steht, hat er etwas mehr Zeit, die freien Wide Receiver auszumachen.
Im Canadian Football wird die Shotgun häufiger genutzt als im American Football.